# La spiaggia di notte
La spiaggia di notte è un romanzo per bambini scritto dalla scrittrice italiana Elena Ferrante.

## Trama
La bambola Celine viene dimenticata in spiaggia e deve badare a se stessa di notte. Un cattivo prova a rubare tutte le sue parole, il fuoco cerca di bruciarla e il mare si rifiuta di rispondere alle sue preghiere. Soprattutto, è triste per essere stata lasciata dalla sua mamma, la piccola Mati, che l'ha dimenticata quando ha avuto un nuovo gattino. Ha una serata movimentata, ma quando il sole sorge, Celina potrà finalmente vedere tutto un po' più chiaramente.

## Ricezione
Il romanzo è stato ben accolto dalla critica, che ne ha elogiato il tono cupo. Secondo Alex O'Connell, scrivendo per The Times, ha una "complessa eroina ragazza-bambola",  Nel Sydney Morning Herald, il romanzo è stato definito un "piccolo gioiello inquietante". 
Secondo il New York Times, il romanzo breve segue una tradizione europea di fiabe oscure rivolte ai bambini piccoli, e il libro era stato classificato dal suo editore statunitense come un libro per adulti. Sostengono inoltre che la traduzione del libro include un'imprecazione, invece di una parola più adatta ai bambini trovata nell'originale.  Nora Krug, scrivendo per il Washington Post, nota che il libro tratta argomenti difficili: l'abbandono, la gelosia, la morte per annegamento e il fuoco, ma anche che "la storia di Celina è narrata con forza e complessità". 

## Edizioni
- La Spiaggia di Notte . Illustrazioni di Mara Cerri. 2007, Edizioni E/O.